# Stadtregion Ostjütland

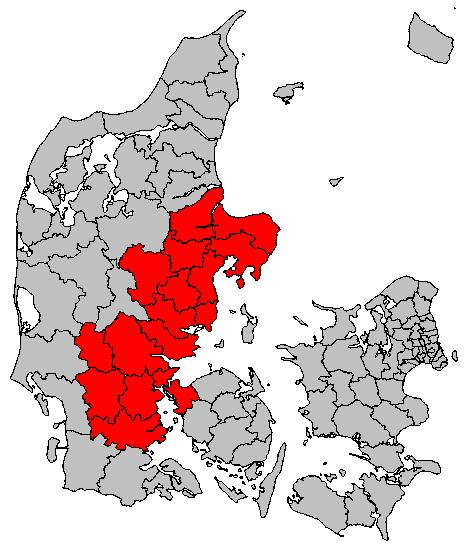
Ausdehnung der Stadtregion Ostjütland

Die Stadtregion Ostjütland (dänisch Byregion Østjylland, Den østjyske Byregion oder scherzhaft Den østjyske millionby, d. h. die Millionenstadt Ostjütlands) ist eine seit 2008 entwickelte dänische Regiopolregion in Jütland. Die Region verbindet die Wachstumskerne Aarhus und das Städtedreieck Trekantområdet mit Vejle, Kolding und Fredericia.
In den siebzehn angeschlossenen Kommunen lebten 2012 insgesamt rund 1,24 Mio. Einwohner. Das ist mehr als ein Fünftel der dänischen Gesamtbevölkerung. Die Stadtregion Ostjütland nimmt mit einer Fläche von 10.004 km² annähernd ein Viertel Dänemarks ein (43.094 km² ohne Färöer und ohne Grönland). Deshalb liegt die Bevölkerungsdichte der Region (125 Einw./km²) niedriger als im dänischen Durchschnitt.

## Liste der Kommunen
| Gemeinden              | Einwohner (Stand 2023) | Fläche      | Bevölkerungs- dichte (E/km²) | Sitz der Verwaltung |
| ---------------------- | ---------------------- | ----------- | ---------------------------- | ------------------- |
| Aarhus Kommune         | 361.544                | 468,87 km²  | 641                          | Aarhus              |
| Billund Kommune        | 27.021                 | 536,51 km²  | 49                           | Grindsted           |
| Favrskov Kommune       | 49.408                 | 539,36 km²  | 85                           | Hinnerup            |
| Fredericia Kommune     | 52.173                 | 134,46 km²  | 369                          | Fredericia          |
| Haderslev Kommune      | 55.353                 | 701,98 km²  | 81                           | Haderslev           |
| Hedensted Kommune      | 47.609                 | 551,47 km²  | 83                           | Hedensted           |
| Horsens Kommune        | 96.480                 | 542 km²     | 149                          | Horsens             |
| Kolding Kommune        | 94.528                 | 605 km²     | 146                          | Kolding             |
| Middelfart Kommune     | 39.961                 | 299,96 km²  | 125                          | Middelfart          |
| Norddjurs Kommune      | 36.978                 | 721,18 km²  | 53                           | Grenaa              |
| Odder Kommune          | 23.626                 | 225,13 km²  | 96                           | Odder               |
| Randers Kommune        | 99.931                 | 800,14 km²  | 117                          | Randers             |
| Silkeborg Kommune      | 99.400                 | 864,89 km²  | 102                          | Silkeborg           |
| Skanderborg Kommune    | 65.138                 | 436,1 km²   | 129                          | Skanderborg         |
| Syddjurs Kommune       | 44.207                 | 696,34 km²  | 59                           | Rønde               |
| Vejen Kommune          | 42.924                 | 814,36 km²  | 52                           | Vejen               |
| Vejle Kommune          | 120.949                | 1066,32 km² | 99                           | Vejle               |
| Stadtregion Ostjütland | 1.357.230              | 10.004 km²  | 122                          |                     |